# Global Summit of Women
Das Global Summit of Women ist ein internationaler Wirtschaftsgipfel für Frauen, der jährlich ursprünglich von Globe Women, einer von Irene Natividad gegründeten Organisation für Frauen in der Wirtschaft, in der Politik und aus der Zivilgesellschaft, ausgerichtet wurde und seit ein paar Jahren von der Corporate Women Directors International (CWDI) veranstaltet wird.

## Schwerpunkt
Der Schwerpunkt des Gipfels liegt auf dem Austausch bewährter Verfahren und Arbeitsstrategien, die den wirtschaftlichen Status von Frauen weltweit verbessern. In den letzten Jahren nahmen über 1000 Frauen aus mehr als 70 Ländern regelmäßig an jedem Forum teil, wobei die Teilnehmer von Staatsoberhäuptern und Ministerinnen unterschiedlicher Ressorts über männliche und weibliche Führungskräfte multinationaler Konzerne bis hin zu Unternehmerinnen kleiner und mittlerer Unternehmen reichten.
Seit 1990 gehörten zu den Besuchern und Vortragenden viele prominente Namen, beispielsweise Staatsoberhäupter wie der südafrikanische Präsident Nelson Mandela, Mary Robinson aus Irland, Vaira Vike-Freiberga aus Lettland, Michelle Bachelet aus Chile, Tarja Halonen aus Finnland, Shinzō Abe aus Japan sowie Manuel Valls und François Hollande aus Frankreich. Auch Manager weltweit erfolgreicher Unternehmen gehörten zu den Teilnehmern des Global Summit of Women, beispielsweise Indra Nooyi, Chief Executive Officer (CEO) bei PepsiCo, Sung-Joo Kim, Vorstandsvorsitzende der MCM Holdings AG, und Martin Jetter, Vorstandsvorsitzender von IBM Europa.

## Geschichte
Um die Chancen und den Aufstieg von Frauen in der Wirtschaft zu fördern, hat Irene Natividad den Global Summit of Women in Leben gerufen. Es handelt sich dabei um ein Wirtschaftsforum für Frauen in Wirtschaft und Politik auf der ganzen Welt. Der erste Global Summit of Women fand 1990 in Kanada statt, darauf folgte 1992 eine Veranstaltung in Dublin und 1994 in Taipeh. Seit dem Forum in Miami im Jahr 1997 findet der Global Summit of Women jährlich statt.
Ein Ableger des Global Summit of Women ist das international anerkannte Unternehmen CWDI, das Untersuchungen zu Frauen in den Vorständen von Top-Unternehmen weltweit durchführt. Das CWDI wird in den globalen Medien häufig zum Thema Frauen in Vorständen zitiert. Als Vorsitzende des CWDI hat Natividad 31 Berichte seit 1997 verfasst, darunter sechs Ausgaben des „CWDI Report on Women Board Directors of the Fortune Global 200“ zwischen 2004 und 2019.

### Bisherige Veranstaltungen
| Jahr | Ort                                 | Motto (Englischsprachig)                                    | Motto (Deutschsprachige Übersetzung)                                               |
| ---- | ----------------------------------- | ----------------------------------------------------------- | ---------------------------------------------------------------------------------- |
| 1990 | Montreal, Kanada                    | –                                                           | –                                                                                  |
| 1992 | Dublin, Irland                      | New Vision of Leadership                                    | Neue Vision von Führung                                                            |
| 1994 | Taipeh, Taiwan                      | Women’s Leadership in Politics                              | Führung durch Frauen in der Politik                                                |
| 1997 | Miami, Vereinigte Staaten           | Women’s Economic Empowerment                                | Wirtschaftliche Stärkung der Frauen                                                |
| 1998 | London, Vereinigtes Königreich      | Women & The Global Market                                   | Frauen und der globale Markt                                                       |
| 1999 | Buenos Aires, Argentinien           | Women’s Economic Summit of the Americas                     | Frauen-Wirtschaftsgipfel Amerikas                                                  |
| 2000 | Johannesburg, Südafrika             | Expanding Women’s Economic Literacy                         | Ausbau der Wirtschaftskompetenz von Frauen                                         |
| 2001 | Hongkong                            | –                                                           | –                                                                                  |
| 2002 | Barcelona, Spanien                  | Pivotal Issues Impacting Women’s Economic Development       | Zentrale Themen, die sich auf die wirtschaftliche Entwicklung von Frauen auswirken |
| 2003 | Marrakesch, Marokko                 | Preventing Conflict Through Women’s Economic Development    | Konfliktprävention durch wirtschaftliche Entwicklung von Frauen                    |
| 2004 | Seoul, Südkorea                     | Leadership, Technology, Growth                              | Führung, Technologie, Wachstum                                                     |
| 2005 | Mexiko-Stadt, Mexiko                | Leading the 21st Century Economy                            | Führend in der Wirtschaft des 21. Jahrhunderts                                     |
| 2006 | Kairo, Ägypten                      | Redefining Global Leadership                                | Globale Führung neu definieren                                                     |
| 2007 | Berlin, Deutschland                 | The Global Marketplace: Opportunities and Challenges        | Der globale Marktplatz: Chancen und Herausforderungen                              |
| 2008 | Hanoi, Vietnam                      | Women and Asia: Driving the Global Economy                  | Frauen und Asien: Treiber der Weltwirtschaft                                       |
| 2009 | Santiago de Chile, Chile            | Setting New Paradigms for Business and Political Leadership | Neue Paradigmen für geschäftliche und politische Führung setzen                    |
| 2010 | Peking, China                       | Women at the Forefront of Change                            | Frauen an der Spitze des Wandels                                                   |
| 2011 | Istanbul, Türkei                    | Women Bridging Solutions to the 21st Century                | Frauen überbrücken Lösungen für das 21. Jahrhundert                                |
| 2012 | Athen, Griechenland                 | Women: The Engine of Economic Growth                        | Frauen: Der Motor des Wirtschaftswachstums                                         |
| 2013 | Kuala Lumpur, Malaysia              | Women: Creating New Economies                               | Frauen: Neue Volkswirtschaften schaffen                                            |
| 2014 | Paris, Frankreich                   | Women: Redesigning Economies, Societies                     | Frauen: Wirtschaft und Gesellschaft neu gestalten                                  |
| 2015 | São Paulo, Brasilien                | Creative Women – Creative Economies                         | Kreative Frauen – Kreative Ökonomien                                               |
| 2016 | Warschau, Polen                     | Women: Building and Inclusive Economy in the Digital Age    | Frauen: Aufbau und integrative Wirtschaft im digitalen Zeitalter                   |
| 2017 | Tokio, Japan                        | Beyond Womenomics: Accelerating Access                      | Jenseits von Fraukonomie: Beschleunigung des Zugangs                               |
| 2018 | Sydney, Australien                  | Women: Creating Economies of Shared Value                   | Frauen: Wirtschaften mit gemeinsamem Wert schaffen                                 |
| 2019 | Basel, Schweiz                      | Women: Redefining Success                                   | Frauen: Erfolg neu definieren                                                      |
| 2021 | Lissabon, Portugal                  | Women: Transforming Economies                               | Frauen: Wirtschaft im Wandel                                                       |
| 2022 | Bangkok, Thailand                   | Women: Creating Opportunities in the New Reality            | Frauen: Chancen in der neuen Realität schaffen                                     |
| 2023 | Dubai, Vereinigte Arabische Emirate | Women: Leading a New Climate of Change                      | Frauen: Ein neues Klima des Wandels anführen                                       |
| 2024 | Madrid, Spanien                     | Women: Energizing Economies of the Future                   | Frauen: Energie für die Wirtschaft der Zukunft                                     |
| 2025 | Berlin, Deutschland                 | Women: Restoring Values in the Digital Age                  | Frauen: Werte im digitalen Zeitalter wiederherstellen                              |